# Mille excuses milady
Albums de Jean Leloup
Mexico
(2006) À Paradis City
(2015)
Singles
1. La plus belle fille de la prison
Sortie : 2009

Mille excuses milady est le septième album studio de Jean Leloup sorti le 28 avril 2009 sur le label Grosse Boîte (devenu Bravo musique).

## Historique
Cet album marque le retour de Jean Leloup à l'usage de son célèbre nom de scène, après six années d'abandon et la publication du précédent album, Mexico (2006), sous le nom de Jean Leclerc, son nom à l'état civil. Il traduit aussi sa signature avec un nouveau label, Grosse Boîte, après son départ d'Audiogram puis son autoproduction.
Le disque est accompagné d'un texte de réflexions diverses et confessions personnelles – dont la reconnaissance qu'il présente « un déficit d'attention et une bipolarité » – de douze pages incluses dans le livret. Ce texte ainsi que le titre de l'album sont également à mettre en perspective du concert calamiteux, devenu célèbre, donné au Colisée de Québec en août de l'année précédente lors duquel il s'était attiré les foudres d'une presse unanime après ses insultes au public – qu'il trouvait éteint, mou et distrait – et son comportement durant ce spectacle par ailleurs jugé très mauvais,,,. Quelques jours plus tard, conscient de ses erreurs et errances, il s'était excusé auprès de son public.

## Liste des titres de l'album
1. La Plus Belle Fille de la prison – 3 min 52 s
2. Comme ils me font peur – 3 min 03 s
3. Old Lady Wolf – 4 min 07 s
4. Les Anges – 2 min 50 s
5. Morning – 3 min 25 s
6. Les Moments parfaits – 3 min 55 s
7. Jeune Indien – 3 min 41 s
8. Recommencer – 3 min 58 s
9. Célérats – 1 min 54 s
10. Mille excuses milady – 2 min 44 s
11. Le Lanceur de couteaux – 2 min 57 s
12. Hiver – 2 min 21 s
13. Lucie – 3 min 43 s
14. Laisse-moi – 3 min 20 s
15. Laisse-toi haller – 1 min 21 s
16. Le Grand Héron – 3 min 26 s
17. Monkey's Suicide – 10 min 14 s

## Musiciens

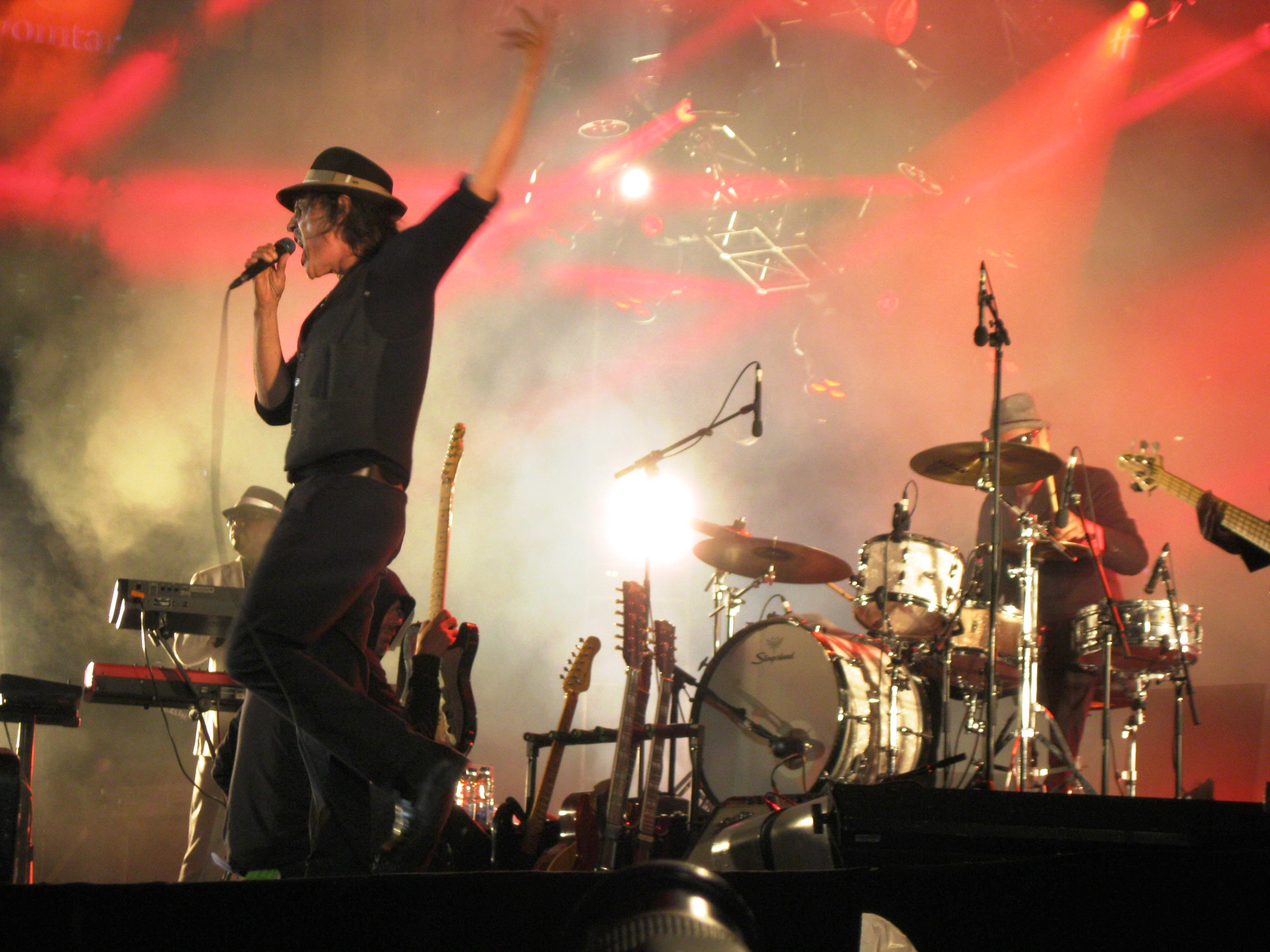
Jean Leloup lors d'un concert à Montréal en 2012.

- Jean Leloup : guitares acoustiques et semi-électriques
- Dominic Laroche : guitare basse
- Martin Lavallée : batterie
- Richard Boisvert, Michel Pépin et Félix Dyotte : guitares électriques:
- Anthony Ayotte, EP Bergen et Pierre-Alain Faucon : synthétiseurs
- Liam O'Neil : saxophone
- Christopher Seligman : cor français
- Evan Cranley : trombone
- Virginia Tangvlad : chœurs

## Accueil de la critique
À sa parution, le disque est bien reçu par le journal Le Devoir qui y voit des « chansons-confessions » de Jean Leloup à travers l'« émotion à fleur de mots », une « mise à nu » de l'artiste. Pour la longue critique de La Presse, cet album est avant tout le reflet d'un artiste à part dans le paysage musical, « qui refuse d'entrer dans le moule des bons sentiments et d'un homme farouchement épris de sa liberté ». Le journal montréalais met tout particulièrement en avant une « chanson magnifique » qu'est Les Moments parfaits.
Retrospectivement, l'album est parfois considéré par certains critiques québécois comme un album mineur et inégal de l'artiste, avec quelques titres réussis parmi les dix-sept chansons «... et du remplissage ».

## Distinctions
- Prix Félix 2009 (ADISQ)[10] :
  - Prix de l'« album rock de l'année »
  - Nomination à la « pochette de disque de l'année » pour Dare to Care Records
- Prix Juno 2010[11] :
  - Nomination à l'« album francophone de l'année »